# Gillenia
Genre
Gillenia (syn. Porteranthus) est un genre de plantes à fleurs de la famille des Rosacées. Il comprend deux espèces de plantes herbacées vivaces endémiques des forêts ouvertes sèches avec des sols acides de l'est de l'Amérique du Nord. Les deux plantes sont des sous-arbrisseaux avec des branches semi-ligneuses aux feuilles dentées ; les feuilles basses les plus grandes se subdivisent en folioles.
Les plantes fleurissent en mai, juin ou juillet.

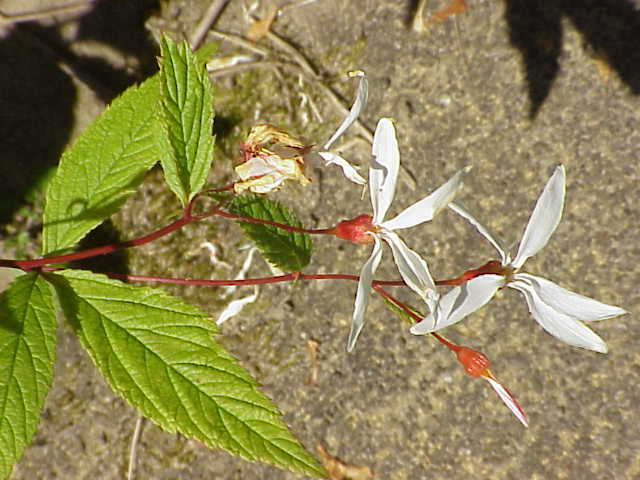
Feuilles et fleurs de Gillenia trifoliata.

## Liste des espèces
Selon Catalogue of Life (24 juillet 2017) :
- Gillenia stipulata (Muhl. ex Willd.) Bergmans
- Gillenia trifoliata (L.) Moench